# 狼顧
狼顧，或稱狼顧之相，即頭部能作180度旋轉，身體不動而頭望向後方。因為狼能夠做出如此動作，故稱狼顧。按《晉書·宣帝紀》所記，三國時的司马懿，就有狼顧之相。

## 意思新解
源自狼折身回顧後方警戒的動作，用以形容一個人能隨時機警避險保身，能洞見常人所不能察覺的威脅風險。
有時狼用在對人身譬喻帶有負面曲解時，也形容一個人如豺狼般心機狡猾。

## 醫學分析
人類頭部旋轉主要靠第一及第二節頸椎的特殊結構，第一節是環狀的寰椎，第二節是頂端成錐形的樞椎。寰椎套在樞椎之上，再由橫韌帶固定，因而組合成一個可作有限度旋轉的寰樞關節。在正常情況下，人類的寰樞關節只能旋轉35度，如果能夠扭到50度，已經是人類的極限。

## 其它頭部可扭至幾乎180度的人類個案
- 印度20世紀的Jaspreet Singh Kalra。
- 德國19世紀的Martin Laurello（英语：Martin Laurello）。
- 中國2世紀的司馬懿。

## 其它可以狼顧的動物
- 貓頭鷹（頭可旋轉270度）
- 树懒
- 眼鏡猴
- 螳螂[1]
- 一般鳥類
- 一些有蹄類動物